# العرين (تعز)
العرين هي إحدى قرى الجمهورية اليمنية. وهي تتبع جغرافيًا لمحافظة تعز. وإداريًا لمديرية حيفان. يبلغ تعداد سكانها 2150 نسمة حسب الإحصاء الذي جرى عام 2004.